# Condat-lès-Montboissier
Condat-lès-Montboissier ist eine französische Gemeinde mit 230 Einwohnern (Stand: 1. Januar 2022) im Département Puy-de-Dôme in der Region Auvergne-Rhône-Alpes (vor 2016 Auvergne). Sie gehört zum Arrondissement Ambert und zum Kanton Les Monts du Livradois (bis 2015 Kanton Saint-Germain-l’Herm).

## Geographie
Condat-lès-Montboissier liegt etwa 52 Kilometer südsüdöstlich von Clermont-Ferrand im Regionalen Naturpark Livradois-Forez. Das Gemeindegebiet wird vom Fluss Eau Mère durchquert, der hier noch Astrou genannt wird. Nachbargemeinden von Condat-lès-Montboissier sind Brousse im Norden, Échandelys im Osten und Nordosten, Saint-Genès-la-Tourette im Süden, Saint-Quentin-sur-Sauxillanges im Westen und Südwesten, Égliseneuve-des-Liards im Westen sowie Sugères im Nordwesten.

## Bevölkerungsentwicklung
| Jahr                       | 1962 | 1968 | 1975 | 1982 | 1990 | 1999 | 2006 | 2013 |
| Einwohner                  | 376  | 320  | 276  | 242  | 216  | 210  | 230  | 222  |
| Quellen: Cassini und INSEE |      |      |      |      |      |      |      |      |

## Sehenswürdigkeiten
- Kirche Saint-Pierre-aux-Liens aus dem 15. Jahrhundert
- Schloss Liberty aus dem 18./19. Jahrhundert, seit 1974 Monument historique
- Schloss Meydat aus dem 15./16. Jahrhundert